# Gunnar "Silver-Gunnar" Nilsson
Nils Gunnar Lorens Nilsson, kallad "Silver-Gunnar", född 3 mars 1923 i Nevishögs församling i Malmöhus län, död 12 maj 2005 i Älvsborgs församling i Göteborg, var en svensk boxare som vann silvermedaljen i tungvikt i boxning vid OS i London 1948.
Nilsson tävlade för Redbergslids BK. Han är gravsatt i minneslunden på Västra kyrkogården i Göteborg.